# 谷塚
谷塚（やつか）は、埼玉県草加市の町名。現行行政地名は谷塚一丁目および二丁目。住居表示実施地区。郵便番号は340-0028。

## 地理
埼玉県の東部地域で草加市南部の沖積平野に位置する。谷塚駅東口の南側にあたり、東京都と隣接する。南部を毛長川が流れる。地内は主に住宅地となっている。

## 沿革
- 2011年（平成23年）7月18日 - 第8次住居表示の実施に伴ない[4]、谷塚町の東武線東側、谷塚上町の一部から谷塚一丁目・二丁目が成立[5]。

## 世帯数と人口
2021年（令和3年）12月1日現在の世帯数と人口は以下の通りである。
| 丁目       | 世帯数    | 人口    |
| ---------- | --------- | ------- |
| 谷塚一丁目 | 1,401世帯 | 2,476人 |
| 谷塚二丁目 | 1,327世帯 | 2,606人 |
| 計         | 2,728世帯 | 5,082人 |

## 小・中学校の学区
市立小・中学校に通う場合、学区は以下の通りとなる。
| 丁目       | 番地 | 小学校             | 中学校             |
| ---------- | ---- | ------------------ | ------------------ |
| 谷塚一丁目 | 全域 | 草加市立谷塚小学校 | 草加市立谷塚中学校 |
| 谷塚二丁目 | 全域 | 草加市立谷塚小学校 | 草加市立谷塚中学校 |

## 交通

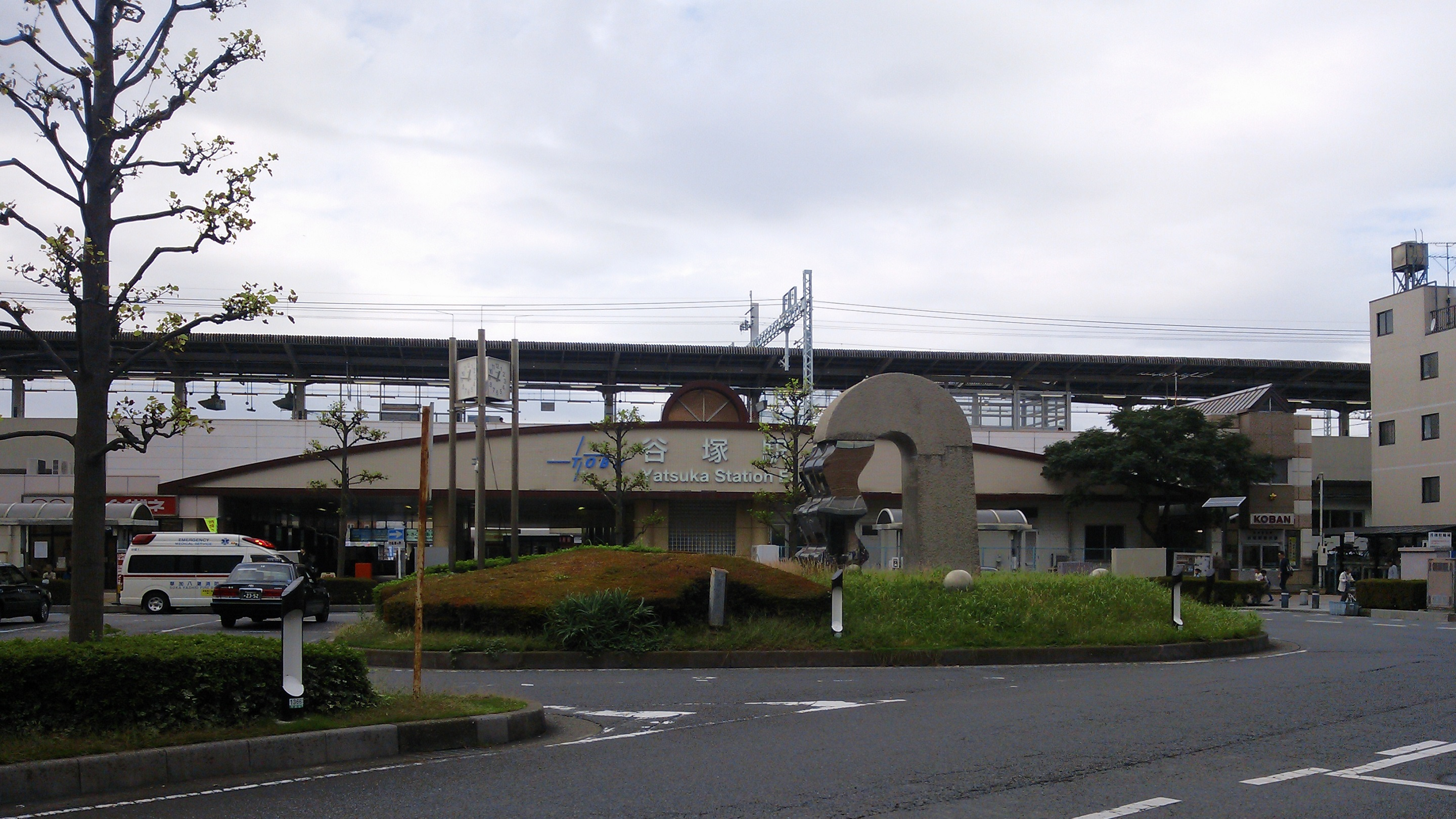
谷塚駅（2018年）

### 鉄道
東武伊勢崎線（東武スカイツリーライン）谷塚駅

### 道路
- 国道4号草加バイパス
- 東京都道・埼玉県道49号足立越谷線（日光街道）
- 埼玉県道401号谷塚停車場線

## 施設
- メディカルトピア草加病院(旧埼玉草加病院)
- 鳳永病院
- 谷塚南ミニコミュニティセンター
- 城北信用金庫谷塚支店
- 東京電力パワーグリッド谷塚町変電所
- 谷塚西沼田公園
- 谷塚南公園
- 谷塚第4公園
- 谷塚第7公園
- 谷塚第8公園
- 谷塚第10公園